# Museo civico (Chiusa)
Il Museo Civico di Chiusa (in tedesco Stadtmuseum Klausen), fondato nel 1914 ma aperto al pubblico solo dal 1992, ha sede nei locali dell'ex convento dell'Ordine dei Frati Minori Cappuccini.
La fondazione del convento si deve alla regina di Spagna Maria Anna del Palatinato-Neuburg (1667-1740) che aveva per confessore il padre cappuccino Gabriel Pontifeser (1653-1706), originario di Chiusa.